# Corcieux
Corcieux – miejscowość i gmina we Francji, w regionie Grand Est, w departamencie Wogezy.
Według danych na rok 1990 gminę zamieszkiwało 1718 osób, a gęstość zaludnienia wynosiła 99 osób/km² (wśród 2335 gmin Lotaryngii Corcieux plasuje się na 249. miejscu pod względem liczby ludności, natomiast pod względem powierzchni na miejscu 254.).